# Two Hearts in Waltz Time
Pour plus de détails, voir Fiche technique et Distribution.
Two Hearts in Waltz Time est un film britannique réalisé par Carmine Gallone et Joe May, sorti en 1934.

## Synopsis
Un compositeur tombe amoureux d'une fille, sans réaliser qu'elle est la vedette de la troupe.

## Fiche technique
- Réalisation : Carmine Gallone et Joe May
- Scénario : Reginald Fogwell, John McNally
- Photographie : Geoffrey Faithfull
- Musique : Robert Stolz
- Lieu de tournage :  Nettlefold Studios, Walton-on-Thames, Surrey
- Genre : Comédie musicale
- Durée : 80 minutes
- Date de sortie :
  - Royaume-Uni : avril 1934

## Distribution
- Carl Brisson : Carl Hoffman
- Frances Day : Helene Barry
- Bert Coote : Danielli
- Oscar Asche : Herman Greenbaum
- C. Denier Warren : Meyer
- Roland Culver : Freddie
- William Jenkins : Max
- Peter Gawthorne : Mr. Joseph
- Valerie Hobson : Susie